# Florent Ladeyn
Florent Ladeyn, né le 5 juin 1984 à Hazebrouck, est un chef cuisinier français. Il est chef de l'Auberge du Vert Mont à Boeschepe, restaurant étoilé Michelin, du Bloempot et du Bierbuik-Bloemeke à Lille. Il se caractérise par sa cuisine locavore et engagée.
Il se fait connaître du grand public lors de sa participation à la saison 4 de Top Chef dont il est finaliste en 2013.

## Biographie
Florent Ladeyn grandit à Boeschepe, dans l'auberge familiale du Vert Mont, ouverte par ses grands-parents en 1982 sur le mont Kokereel et confiée à ses parents José et Sophie Ladeyn, restaurateurs. Florent Ladeyn passe beaucoup de temps avec sa grand-mère qui lui transmet le goût de la cuisine. Il est lycéen au lycée Paul-Hazard d’Armentières, puis à Saint-Jacques à Hazebrouck et finit par passer son bac en candidat libre. Après s'être inscrit dans une école d'art à Lille, Florent Ladeyn réalise qu'il veut travailler dans l'auberge familiale et malgré de premières réticences de son père il part se former au CEFRAL, école hôtelière de Dunkerque où il entre en 2004 et réalise son alternance au Vert Mont. Au cours d'autres formations, il a également suivi l'enseignement de meilleurs ouvriers de France comme Jean-Marie Gautier ou Didier Aniès mais n'a jamais travaillé dans des restaurants étoilés et se considère avant tout comme un cuisinier autodidacte formé par les livres et via les sites internet.
Florent Ladeyn intègre l'auberge familiale en 2005, responsable de la pâtisserie. À partir de 2007,, Florent Ladeyn commence à prendre en charge la cuisine, en collaboration avec son père. Il imprime progressivement une nouvelle identité à l'établissement, qui avait été auparavant estaminet, crêperie et même discothèque.
En 2011, il est distingué Jeune Talent par le guide Gault et Millau.
Fin 2012, il participe à l'enregistrement de la saison 4 de Top Chef dont il est finaliste. L'émission est diffusée début 2013 sur M6. Une souscription spontanée de téléspectateurs émus qu'il ne soit pas gagnant lui rapporte 13.000€, somme qu'il partage entre des associations et qu'il utilise en partie pour lancer un second restaurant. En décembre 2013, Florent Ladeyn et son ami d'enfance Kevin Rolland ouvrent le Bloempot à Lille.
Florent Ladeyn considère que Top Chef a terminé son apprentissage de la cuisine et qu'il y a fait « un peu son service militaire de cuisinier ». Il a notamment été marqué par l'épreuve qui consistait à cuisiner sans électricité, au feu de bois, en pleine nature.
Damien Laforce, candidat de la saison 10 de Top Chef, a fait son apprentissage auprès de Florent Ladeyn puis a été pendant près de deux ans second de cuisine au Bloempot dont les fourneaux sont tenus par Florence Grave.
En février 2014, Florent Ladeyn reçoit une étoile au Guide Michelin pour l'auberge du Vert Mont,,. Il annonce la perte de l'étoile en janvier 2020 et la retrouve en mars 2022.
En 2017, il reçoit le prix Créateur Omnivore.
En 2018, il reçoit le Gault & Millau d'Or régional.
En 2019, il ouvre son troisième établissement, le Bierbuik-Bloemeke à Lille avec Kevin Rolland et Clément Dubrulle. En novembre 2019, il est distingué « Fooding d'Honneur 2020 » par le Fooding pour ses trois établissements. En janvier 2020, l'émission culinaire Très Très Bon ! diffusée sur Paris Première publie le palmarès des «16 coups de cœur de 2019 que vous allez adorer en 2020» et y distingue en tant que «meilleure cantine» le Bierbuik.
En janvier 2021, il est distingué par le classement français La Liste qui lui donne le « Prix de la nouvelle Destination Gastronomique ». En juin 2021, le ministère de la Transition écologique le met en avant dans le cadre d'une campagne de lutte contre le gaspillage alimentaire.
Il est également chanteur et guitariste dans la formation musicale flamande Lupulin,.

## Style de cuisine
Florent Ladeyn revendique son enracinement flamand. Il réalise une cuisine « primitive à la fois brute et délicate », « instinctive et sauvage », «ancrée et vertueuse», à l'image du terroir, dont il utilise les produits. Il préfère travailler les accords mets-bières. Il se réfère parfois aux recettes traditionnelles (carbonade, waterzooï) mais considère que la tradition culinaire flamande résulte surtout de l'emploi des produits locaux.
Sa cuisine est marquée par ses engagements :
- Florent Ladeyn ne travaille que des produits locaux[27],[28]. Cela implique qu'il travaille sans poivre, sans poudre d'amande, sans chocolat, sans fruits exotiques, sans citron, sans huile d'olive, sans vanille, sans chercher nécessairement à trouver des produits de substitution. Même le sel qui a longtemps été amené de Guérande vient maintenant du Pas-de-Calais[29]. Les produits locaux récoltés sont travaillés en totalité.
- Florent Ladeyn justifie son approche locavore pour trois raisons : écologique, économique (pour entretenir le dynamisme local) et éthique (pour ne soutenir que le travail de travailleurs majeurs, payés décemment). Cette approche a été le fruit d'une prise de conscience et d'un cheminement « Je me suis engagé sur la voie de la radicalisation le jour où je préparais une recette traditionnelle, une carbonnade flamande, avec des oignons espagnols, du bœuf polonais et de la bière allemande. J’ai réalisé que mon plat n’avait de flamand que le nom. »[30]
- Il utilise des produits biologiques et biodynamiques[source secondaire souhaitée].

## Publications
- Cuisine authentique, M6 Editions, 2014 (ISBN 978-2-35985-120-5 et 2-35985-120-9)Livre de recettes de cuisine

## Reportages
- Reportage À la Table des Top Chefs - Florent Ladeyn, réalisé par Aymeric Bénéton, disponible sur le service 6Play jusqu'au 25 janvier 2020.
- Reportage La cuisine flamande avec Florent Ladeyn, replay des Carnets de Julie, émission du 31 mars 2018 sur France 3
- Reportage "Florent Ladeyn, étoile des Flandres", France 24, réalisé par Constance de Guernon